# Stellamizutaara
× Stellamizutaara, (abreviado Stlma) en el comercio, es un híbrido intergenérico entre los géneros de orquídeas Brassavola × Broughtonia × Cattleya. Fue publicado en Orchid Rev. 91(1072, cppo): 12 (1983).